# Сотник

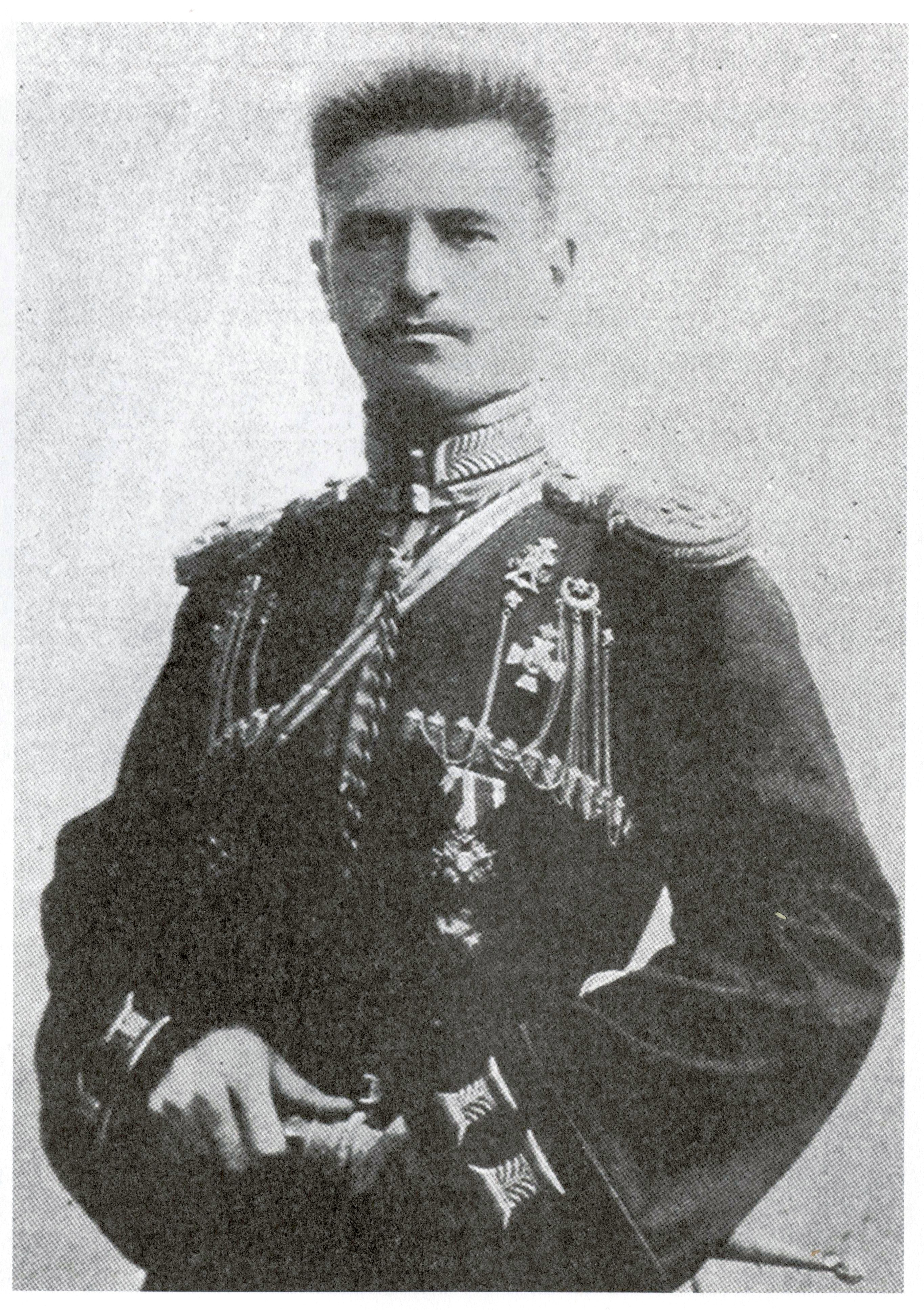
Русский авиатор сотник В. М. Ткачёв (1913 год).

Со́тник — командир военного подразделения («сотни»), а также начальник административных и территориальных единиц различных государств и эпох.
В литературе встречается также другое название — сотский и сотский староста.

## Использование термина

### В славянских странах
Данное название использовалось:
- В русском войске с IX века до начала XVIII века воинская должность. Полное название — Со́тенный голова́ или Голова сотенный был начальником сотни ратников. В 1552 году полки поместной конницы получили сотенную структуру. Командование сотнями осуществляли сотенные головы[6]. Сотники, как и Стрелецкие головы, получали поместные оклады. В 1680 году было проведено переименование стрелецких голов в полковники, полуголов — в полуполковники, а сотников — в капитаны. Должность сотенного начальника сохранилась в дворянском ополчении России.
- В посаде выборный руководитель самоуправляющегося общества — Чёрной сотни.
- В Русской императорской армии — обер-офицерский чин казачьих войск (с 1798[7] по 1884 год — XII класса, с 1884 года — X класса) Табели о рангах, соответствовавший чину поручика, мичмана, коллежского секретаря.
- Начальник административно-территориальной и военной единицы (сотни) в Украине в XVI—XVIII веках.
- В армии УНР и Украинской Галицкой армии соответствовал званию капитана[8].
- В немецкой (украинской) вспомогательной полиции звание сотника соответствовало командиру батальона.[источник не указан 4033 дня]

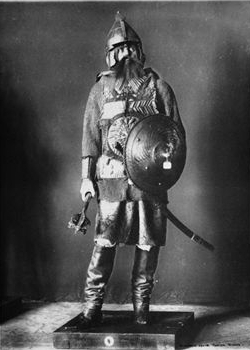
Московский сотенный голова.
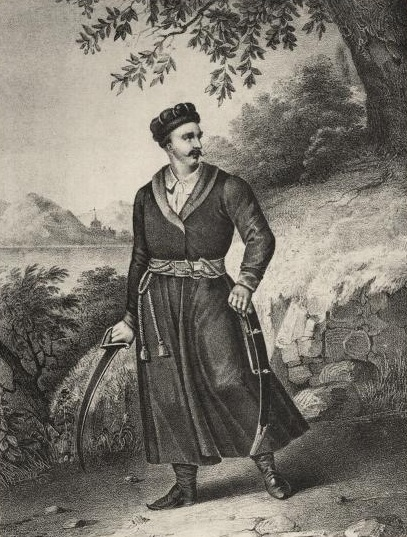
Малороссийские казаки в начале XVIII столетия, Сотник реестровых казаков.[9].
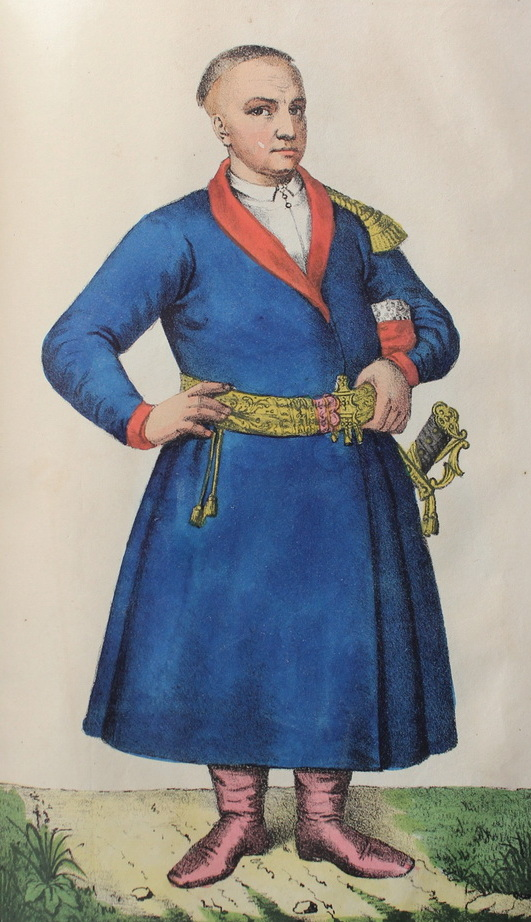
Запорожский сотник, рисунок Тимофея Калинского

| младший чин: Хорунжий | Сотник | старший чин: Подъесаул |

### В тюркских странах
Должность командира сотни (Юзбаши, юз-баши (тат., от тюркского слова юз — сотня), каз. Жүзбасы, жүзбегі) существовала в Средневековье у тюркских племён, перешедших к оседлому образу жизни. Войско при возникновении необходимости набиралось таким образом, что от каждого дома призывался один человек. Поэтому в военное время сотник командовал сотней воинов, а в мирное имел в управление сто дворов. В среднеазиатских государствах титул Сотника (Юзбаши) давался начальнику отряда. В Турции и Персии прежде так назывались военные начальники, считавшиеся помощниками минбашей, а также управляющие родами кочевников, составлявших иррегулярное войско.